# Rancho Abdías Acevedo
Rancho Abdías Acevedo är en ort i Mexiko.   Den ligger i kommunen San Luis Acatlán och delstaten Guerrero, i den södra delen av landet, 290 km söder om huvudstaden Mexico City. Rancho Abdías Acevedo ligger 285 meter över havet och antalet invånare är 142.
Terrängen runt Rancho Abdías Acevedo är varierad. Runt Rancho Abdías Acevedo är det ganska glesbefolkat, med 34 invånare per kvadratkilometer. Närmaste större samhälle är San Luis Acatlán, 2,7 km söder om Rancho Abdías Acevedo. Omgivningarna runt Rancho Abdías Acevedo är en mosaik av jordbruksmark och naturlig växtlighet.